# Cirrhilabrus lineatus
Cirrhilabrus lineatus е вид лъчеперка от семейство Labridae.

## Разпространение
Видът е разпространен в Австралия и Нова Каледония.